# Megachile sphenapis
Megachile sphenapis är en biart som beskrevs av Wu 2005. Megachile sphenapis ingår i släktet tapetserarbin, och familjen buksamlarbin. Inga underarter finns listade i Catalogue of Life.